# Salem (Carolina del Nord)
Salem és una concentració de població designada pel cens dels Estats Units a l'estat de Carolina del Nord. Segons el cens del 2000 tenia 2.923 habitants.

## Demografia
Segons el cens del 2000, Salem tenia 2.923 habitants, 918 habitatges i 678 famílies. La densitat de població era de 267,4 habitants per km².
Dels 918 habitatges en un 29,5% hi vivien nens de menys de 18 anys, en un 56,6% hi vivien parelles casades, en un 11% dones solteres, i en un 26,1% no eren unitats familiars. En el 22,8% dels habitatges hi vivien persones soles el 8% de les quals corresponia a persones de 65 anys o més que vivien soles. El nombre mitjà de persones vivint en cada habitatge era de 2,45 i el nombre mitjà de persones que vivien en cada família era de 2,82.
Per edats la població es repartia de la següent manera: un 25% tenia menys de 18 anys, un 21,8% entre 18 i 24, un 21,2% entre 25 i 44, un 21,5% de 45 a 60 i un 10,5% 65 anys o més.
L'edat mediana era de 28 anys. Per cada 100 dones de 18 o més anys hi havia 147,5 homes.
La renda mediana per habitatge era de 32.050 $ i la renda mediana per família de 45.430 $. Els homes tenien una renda mediana de 28.672 $ mentre que les dones 21.913 $. La renda per capita de la població era de 14.506 $. Entorn del 9,5% de les famílies i el 10,7% de la població estaven per davall del llindar de pobresa.

## Poblacions més properes
El següent diagrama mostra les poblacions més properes.